# Розгон, Надежда Ивановна
Надежда Ивановна Розгон (15 ноября 1952, Тальное, Черкасская область, Украинская ССР, СССР) — советская гребчиха, серебряный призёр Олимпийских игр 1976 года, двукратная чемпионка СССР по академической гребле женских восьмерок.

## Биография
В 1981 году окончила киевский государственный институт физической культуры (КГИФК).